# Sénateur de Milan
Sénateur de Milan ou de Settala (en italien, Senatore da Settala) fut archevêque de Milan de 472 à 475. Il est honoré comme un saint de l'Église catholique et son jour de fête est le 29 mai.

## Hagiographie
Les informations concernant la vie de Sénateur de Milan proviennent des écrits de l'évêque de Pavie,  saint Ennode qui le définit comme « homme de grande éloquence et sagacité ».
Sénateur de Milan commence sa carrière ecclésiastique précocement auprès de son guide spirituel saint Abundius, évêque de Côme qui l'accompagnera lors de ses nombreux voyages.
En 450 Léon le Grand l'envoie comme légat pontifical au concile de Chalcédoine à Constantinople afin de notifier au patriarche Flavien et à l'empereur Théodose II qui y résidait avec sa cour,  la condamnation papale de l'hérésie eutychéenne (Tome à Flavien). 
De retour de Constantinople, toujours aux côtés d'Abundius, il est chargé de remettre une missive du pape Léon Ier à l'archevêque de Milan, saint Eusèbe de Milan. 
En 451, toujours avec Abundius, il préside un synode milanais auquel prennent part 16 évêques d'Italie du Nord et où il fait un compte-rendu de son voyage en Orient. 
Comme archevêque, il se consacre à la vie économique et spirituelle du diocèse. On lui attribue la construction de la basilique Sant'Eufemia où s'est déroulé le IVe concile œcuménique qui condamna l'hérésie eutychéenne. 
Saint Sénateur fut enterré dans cette basilique et l'église catholique célèbre sa fête le 29 mai.

## Biographie
- (it) Eugenio Cazzani, Vescovi e arcivescovi di Milano, Milan, Massimo, 1996 (ISBN 88-7030-891-X), p. 30–31
- (en) William Smith et Henry Wace, Senator. A Dictionary of Christian Biography, Literature, Sects and Doctrines, vol. 4, part 2, Adamant Media Corporation., 2003, 603 p. (ISBN 978-1-4021-8728-5)
- (it) Fausto Ruggeri, I Vescovi di Milano, Milan, NED, 1991 (ISBN 88-7023-154-2), p. 16